# Brandisia swinglei
Brandisia swinglei är en tvåhjärtbladig växtart som beskrevs av Elmer Drew Merrill. Brandisia swinglei ingår i släktet Brandisia och familjen Paulowniaceae. Inga underarter finns listade i Catalogue of Life.